# Католицизм в ЮАР
Католицизм в ЮАР. Католическая церковь ЮАР является частью всемирной Католической церкви. Численность католиков в ЮАР составляет около 3 миллионов 334 тысяч человек (6,2 % от общей численности населения) по данным Католической энциклопедии; 3 миллиона 101 тысяч человек (6,4 %) по данным сайта Catholic Hierarchy.

## История
В 1488 году португальский мореплаватель Бартоломеу Диаш первым из европейцев обогнул южную оконечность Африки и установил на берегу каменный крест. В 1501 году португальцами здесь была открыта первая католическая часовня, а в 1635 году первый полноценный католический храм. Однако в середине XVII века территория современной ЮАР стала колонизироваться голландцами, которые придерживались кальвинизма и изгнали с юга Африки всех католических священников.
Второе появление католиков на юге Африки произошло только в XIX веке. В 1804 году Батавская республика провозгласила свободу вероисповедания, в том же году в принадлежавшую ей Капскую колонию прибыли три католических священника. После наполеоновских войн Капский регион перешёл под власть Великобритании, в 1818 году был создан апостольский викариат Мыса Доброй Надежды, однако резиденция викария располагалась при этом на острове Маврикий. В 1822 году в Капстаде (Кейптауне) был построен первый католический храм.
В 1837 году от апостольского викариата Мыса Доброй Надежды был отделён викариат Маврикия, священник-доминиканец Патрик Гриффит стал первым викарием, имевшим резиденцию непосредственно в Кейптауне. В 1847 году викариат Мыса Доброй Надежды был разделён на два — западный (совр. архиепархия Кейптауна) и восточный (совр. епархия Порт-Элизабета), в 1850 году основан апостольский викариат Наталя (совр. архиепархия Дурбана), который возглавили священники из конгрегации облатов (OMI), которые начали миссионерскую деятельность среди зулусов и прочих местных племён. С 1879 года миссию в Южной Африке также вели иезуиты.
После начала в 1886 году золотой лихорадки в Южной Африке сюда хлынул поток европейских переселенцев, что привело к увеличению числа католиков. В конце XIX-начале XX веков был создан ещё целый ряд католических структур в разных частях региона, как английских так и бурских. В 1910 году был создан Южно-Африканский Союз, получивший статус доминиона Британской империи.
После второй мировой войны в Южно-Африканском Союзе установился режим апартеида с резким ограничением прав чернокожего населения. В 1951 году структура Католической церкви в стране была полностью реформирована, были учреждены митрополии Блумфонтейна, Дурбана, Кейптауна и Претории и подчинённые им 13 епархий. В 2007 году статус архиепархии получила и епархия Йоханнесбурга.
В 1958 году образована Конференция католических епископов.
В 1961 году Южно-Африканский союз был преобразован в Южно-Африканскую Республику после референдума, в котором принимали участие только белые жители страны. В 1989—1994 годах под давлением мирового сообщества режим апартеида был постепенно демонтирован. В 1994 году представительство Святого Престола было преобразовано в полноценную нунциатуру, ЮАР и Святой Престол установили полноценные дипломатические отношения
В 1995 году ЮАР посетил папа Иоанн Павел II, где он был тепло принят правозащитником Нельсоном Манделой, незадолго до этого избранным первым чернокожим президентом ЮАР. В 2001 году Уилфрид Фокс Напье стал первым в истории кардиналом из ЮАР

## Современное состояние
Католики ЮАР формируют вторую по численности религиозную общину страны (>6 % населения), уступая доминирующему протестантизму (61 %) и опережая мусульман (1,5 %). В стране служат 1098 священников, действуют 736 приходов. Организационно приходы объединены в пять архиепархий-митрополий, которым подчинены 20 епархий, 1 апостольский викариат и 1 военный ординариат.